# Гордеев, Андрей Андреевич
 Андрей Андреевич Горде́ев (30 ноября (12 декабря) 1886 года, станица Усть-Хопёрская, Область Войска Донского, Российская империя — 8 ноября 1977 года, Нант, Франция) — французский военный историк русского происхождения, исследователь истории казачества, вопросов его происхождения и становления, до эмиграции полковник Донского казачьего войска. Георгиевский кавалер.
В советское время труды Гордеева были почти неизвестны на родине. Magnum opus А. А. Гордеева — фундаментальный труд «История казаков», изданный ограниченным тиражом в трёх частях во Франции в конце 1960-х годов, был издан массовым тиражом в четырёх частях в России в начале 1990-х годов, уже после распада СССР, охватывает практически всю известную историю российского казачества и, по свидетельству профессора В. Ф. Мамонова, является едва ли не настольной книгой многих участников движения за возрождение казачества.

## Биография
Родился 30 ноября 1886 года. Происходил из казаков ст. Усть-Хопёрской Области Войска Донского. В 1914 году окончил Виленское военное училище (находясь в эмиграции, принимал деятельное участие в работе объединения выпускников данного военного учебного заведения).
По выпуску из училища поступил на службу в 37-й Донской казачий полк, с которым и встретил начало войны.
В январе 1915 года хорунжий Гордеев награжден орденом Св. Анны IV-й степени (Аннинским оружием).
29.10.1915 года был награждён Георгиевским (Золотым) оружием «За храбрость» за отражение контратак противника и прикрытие арьергарда с артиллерией и обозом.
В октябре 1915 года хорунжий Гордеев также был награжден орденом Св. Станислава 3-й степени с мечами и бантом.
В декабре 1915 года был награждён орденом Св. Владимира IV-й степени с мечами и бантом.
Сотник 37-й Донской казачий полк А.Гордев награжден орденом Св. Анны III-й степени с мечами и бантом.
Был отмечен орденом Святого Георгия(?).
В Донской армии в 16-м Донском конном полку, с 17 декабря 1918 года войсковой старшина. Находился в рядах Русской Армии до эвакуации Крыма. Последняя занимаемая должность (1920) — помощник командира в 4-м Донском казачьем Назаровском полку. Последнее воинское звание — полковник (с 29 сентября 1919 года).
Вместе с остатками Русской Армии был эвакуирован морем на остров Лемнос. Осенью 1925 года в составе Донского офицерского резерва прибыл во Францию. Окончил Высшие военно-научные курсы белого офицерства в Париже (1-й выпуск).
Последние годы своей жизни проживал в Нанте, где и скончался 8 ноября 1977 года.

## Семья
Семья:
- Жена — Лидия Георгиевна (урождённая Хрипунова; 4 апреля 1896 — 1 апреля 1968, Нант, Франция);
- Сын — Владимир Андреевич Гордеев.

### Научная критика
Как указывает профессор В. Ф. Мамонов, «История казаков», безусловно, является серьёзной по своему характеру работой, однако несколько завышенной является оценка А. А. Гордеевым роли казачества в разгроме войск хана Мамая, свержении монголо-татарского ига вообще, и в формировании Русского государства, спорными являются выдвинутая им версия этногенеза и происхождения казачества и датировка зарождения казачества. Гипотезу о происхождении казачества от чёрных клобуков нельзя считать принятой в академической среде. Кроме того, для Гордеева характерно также, что научная полемика в его монографии местами переходит в публицистику, принимает политико-идеологические формы, что претит классической науке.

## Публицистика
Публиковался в журналах:
- «Часовой» (с 1930-х[17] до 1960-х[18])
- «Русский военно-исторический вестник»[19]
- Периодические издания «Всезарубежного Объединения Виленцев»[20]

## Цитаты
Точно былинки в поле, стояли они, одинокие воины дети, против урагана большевизма; тяжко гнулись, надламывались и гибли, но пережили бурю и возродили, вернули к жизни Родимый Край.— «Донская Волна», Гордеев о донском казачестве в годы гражданской войны

## Память
Обратно на север готовясь
нацелить драконову пасть,
во взятый грузят бронепоезд
лихую Гордеева часть.Юрий Герцог